# Macmerry
Macmerry är en ort i Storbritannien.   Den ligger i kommunen East Lothian och riksdelen Skottland, i den centrala delen av landet, 500 km norr om huvudstaden London. Macmerry ligger 95 meter över havet och antalet invånare är 1 082.
Terrängen runt Macmerry är lite kuperad. Havet är nära Macmerry åt nordväst. Runt Macmerry är det ganska glesbefolkat, med 34 invånare per kvadratkilometer. Närmaste större samhälle är Edinburgh, 18,2 km väster om Macmerry. Trakten runt Macmerry består till största delen av jordbruksmark.